# 쿠샨샤흐르

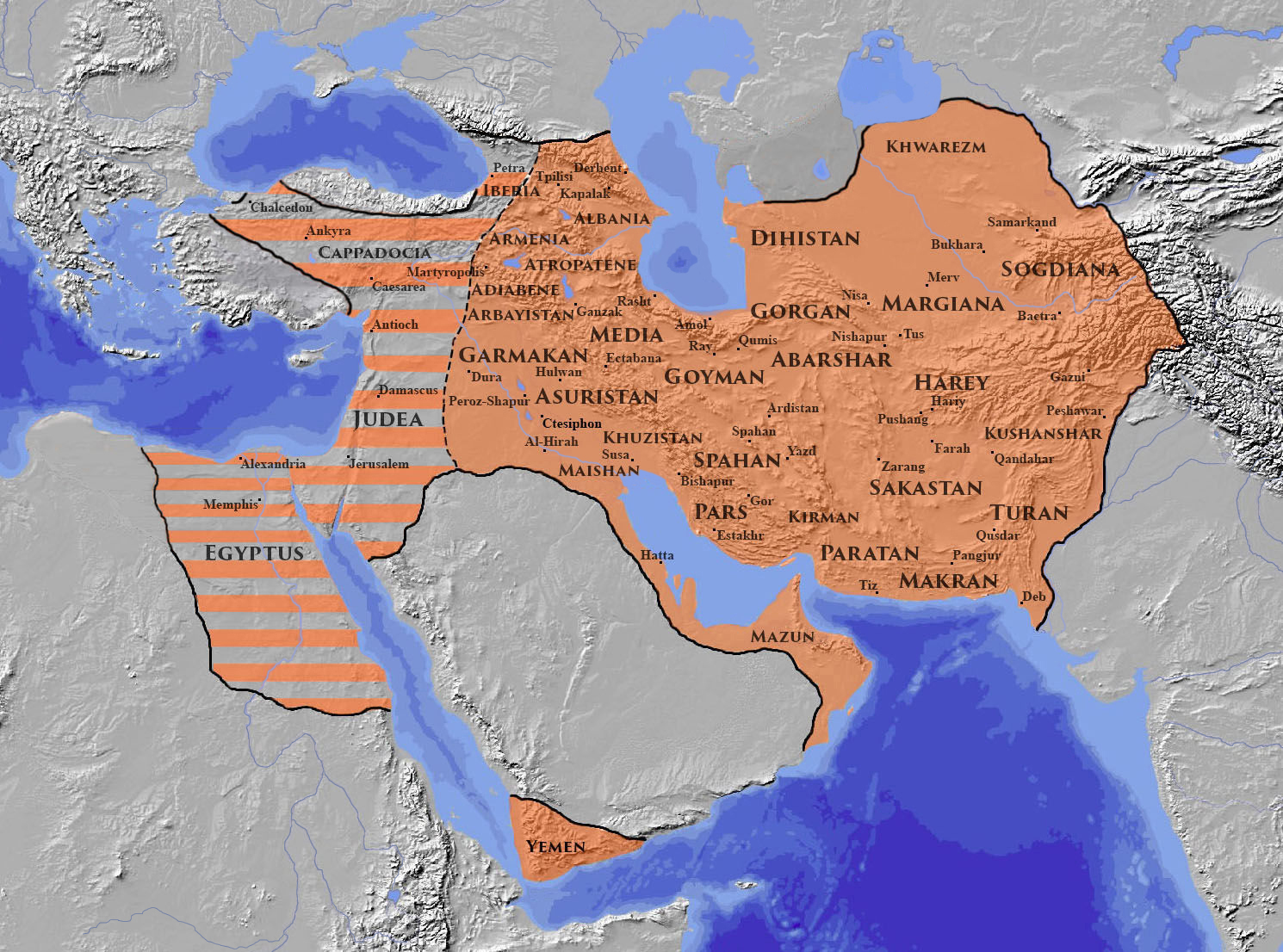
쿠샨샤흐르 속주는 사산 왕조의 동쪽 가장자리에 위치해 있었다.

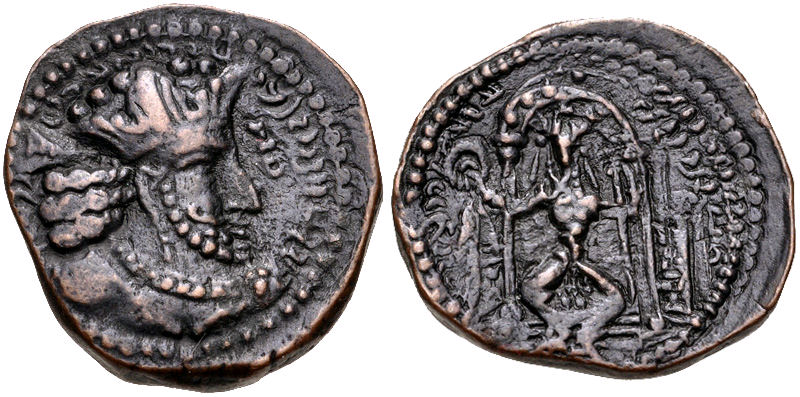
쿠샨-사산 왕조의 통치자 아르다시르 1세 쿠샨샤, 서기 230~250년경. 메르브 민트.

쿠샨샤흐르는 카불 계곡과 페샤와르 계곡 사이에 위치한 사산 제국의 속주였다. 투카리스탄을 중심으로 한 쿠샨샤흐르 영역은 테르메스에서 페샤와르에 이르는 지역을 포함했다. 쿠샨샤흐르에 사산의 통치가 세워지면서 중앙아시아 무역로를 통제할 수 있게 되었다. 쿠샨-사산족은 이 지역을 담당했다. 인도와의 무역 관계의 전통적인 중요성 때문에 그들은 쿠샨 표준을 따르는 동전을 발행했다.
쿠샨샤흐르는 사산 제국의 요람이었던 서방의 에란샤흐르의 펜던트였다.
사산의 쿠샨샤흐르 통치는 키다라족과 에프탈에 의해 쿠샨샤흐르가 점령되며 끝났다.